# Arcus
Arcus je štiričlanska rock skupina iz Slovenije, ki izvaja avtorsko glasbo z besedili v slovenskem in angleškem jeziku.
Leto 2008 predstavlja prestopno leto, in leto izida njihovega prvega albuma »Zrcalo sveta«. Po nekaj manjavah v skupini se je ustalila zasedba v sestavi: Kristijan Radojčić (vokal, kitara), Rok Derenčin (kitara), Simon Jovanovič (bas) in Žiga Brlek (bobni). 
Dokazali so se predvsem s svojimi energičnimi koncerti po Sloveniji: 
- 2x razprodan KUD F. Prešerna, Ljubljana,
- Orto bar, Ljubljana,
- Gala hala, Ljubljana,
- MC pekarna, Maribor,
- Štuk, Maribor,
- Oder KMŠ Festival Lent,
- Lampiončki '07,
- Slov. Konjice, Slov. Bistrica, Logatec, Kamnik, Kozina, Sežana, Vrhnika...

Sodelovali so na različnih natečajih: 
- v okviru slovenskega festivala Youngunztour3 so kot zmagovalci bili predskupina bandu Dog eat Dog;
- na mednarodnem festivalu Newcomer 06 v Avstrijskem Grazu so se izmed 110 prijavljenih uvrstili med 18. finalistov, in v finalu zasedli 5. mesto.

Maja 2007 so jih kot najboljšo slovensko študentsko skupino glasbenega tekmovanja ŠOUROCK '07 nagradili s snemanjem videospota in singla. 